# いのちぼうにふろう
いのちぼうにふろう е японски филм от 1971 година, криминална драма на режисьора Масаки Кобаяши по сценарий на Ясуко Миядзаки, базиран на роман на Шугоро Ямамото.
В центъра на сюжета е изолиран бордей на островче във Фукагава от епохата Едо, приютил разнородна група аутсайдери, които се прехранват с контрабанда и в стремежа си да запазят свободата си влизат в обречен на неуспех сблъсък с местните власти. Главните роли се изпълняват от Тацуя Накадаи, Комаки Курихара, Накамура Канемон III.